# Alpaida truncata
Alpaida truncata este o specie de păianjeni din genul Alpaida, familia Araneidae. A fost descrisă pentru prima dată de Keyserling, 1865.

## Subspecii
Această specie cuprinde următoarele subspecii:
- A. t. obscura
- A. t. sexmaculata